# 维莱亚努尔·拉马钱德兰
维莱亚努尔·蘇布拉馬尼安·拉马钱德兰（英語：Vilayanur Subramanian Ramachandran，1951年8月10日—），美籍印度裔神经科学家，在行为神经学与视觉心理物理学等领域有杰出贡献。他任教于圣地牙哥加利福尼亚大学，是大脑与认知中心（Center for Brain and Cognition）主任。

## 生平
拉马钱德兰以其不太依赖于神经成像等复杂科技进行实验而知名。他曾说，“（科学中）已失去了太多维多利亚时代的冒险”。尽管拉马钱德兰的研究手段看起来很简单，但他从中得到了关于大脑的许多新成果。他被理查德·道金斯称为“神经科学界的马可·波罗”，埃里克·坎德尔则称他是“现代的保罗·布罗卡”。1997年他入选《新闻周刊》“世纪俱乐部”（The Century Club），成为21世纪“百位最值得期待的杰出人物”之一。2011年他又入选《时代》杂志百大人物。